# Dipterocarpus intricatus
Dipterocarpus intricatus är en tvåhjärtbladig växtart som beskrevs av William Turner Thiselton Dyer. Dipterocarpus intricatus ingår i släktet Dipterocarpus och familjen Dipterocarpaceae. Inga underarter finns listade i Catalogue of Life.